# Struthiolariidae
Struthiolariidae (nomeadas, em inglês, ostrich-foot -sing.; na tradução para o português, "pé de avestruz") é uma pequena família de moluscos gastrópodes marinhos do hemisfério sul, entre a Oceania (Nova Zelândia; leste da Austrália), no oceano Pacífico, ilhas Kerguelen, no oceano Índico, e ilhas Geórgia do Sul e Sandwich do Sul, no oceano Atlântico; classificada por Gabb, em 1868, e pertencente à subclasse Caenogastropoda, na ordem Littorinimorpha. Esta família tem muitas espécies fósseis.

## Descrição da concha
Compreende espécies de concha pequena a mediana - até pouco mais de 10 centímetros em Struthiolaria papulosa (Martyn, 1784), a maior e mais comum espécie da família -; pouco coloridas e de voltas infladas; com uma série de nós axiais ou com relevo espiralado de estrias, em sua superfície; geralmente com um lábio externo engrossado e mais ou menos em forma de gancho, em uma abertura ampla. Possuem um pequeno opérculo. Canal sifonal curto; base da concha sem umbílico; columela arredondada e sem pregas ou estrias.

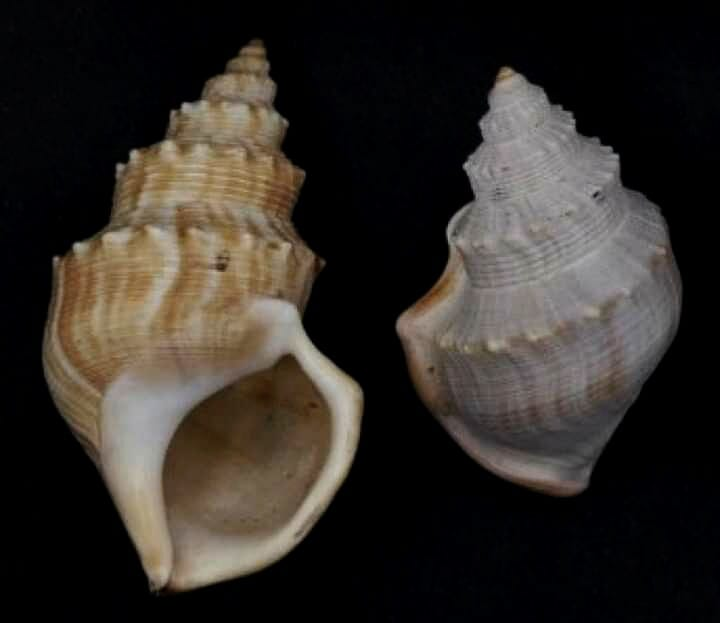
Conchas de Struthiolaria papulosa (Martyn, 1784).[1] Espécimes do Museu de História Natural de Leiden.

## Hábitos, habitat e alimentação
Vivem principalmente na zona entremarés e zona nerítica, onde enterram-se na areia ou na lama. Sua alimentação é filtradora, absorvendo água para extrair plâncton, movido para sua boca por cílios. Eles podem ser reconhecidos, em sua posição de alimentação, por um monte acompanhado por dois furos, para entrada e saída de água. Os furos são revestidos com muco para fortalecer a areia.

## Classificação deStruthiolariidae: gêneros viventes e espécies, distribuição
De acordo com o World Register of Marine Species, suprimidos os sinônimos e gêneros extintos.
gênero Pelicaria Gray, 1857
espécie Pelicaria vermis (Martyn, 1784) - Nova Zelândia
gênero Perissodonta Martens, 1878
espécie Perissodonta georgiana Strebel, 1908 - ilhas Geórgia do Sul e Sandwich do Sul
espécie Perissodonta mirabilis (E. A. Smith, 1875) - ilhas Kerguelen
gênero Struthiolaria Lamarck, 1816
espécie Struthiolaria papulosa (Martyn, 1784) - Nova Zelândia
gênero Tylospira Harris, 1897
espécie Tylospira scutulata (Gmelin, 1791) - Austrália: de Queensland a Nova Gales do Sul